# Elaphoglossum stenophyllum
Elaphoglossum stenophyllum är en träjonväxtart som först beskrevs av Sod., och fick sitt nu gällande namn av Friedrich Ludwig Diels. Elaphoglossum stenophyllum ingår i släktet Elaphoglossum och familjen Dryopteridaceae. Inga underarter finns listade.